# Qzone
O QZone é uma rede social criada em 2005 pela Tencent, e desde o seu início apresentou um grande potencial de crescimento dentro do mercado de redes sociais. Com o QZone, os usuários conseguem escrever blogs, criar diários, enviar fotos e escutar músicas, além de compartilhá-las com seus amigos, o que torna essa rede social muito parecida com a maior parte das redes sociais, especialmente com o Facebook, que a maior de todas.
O grande diferencial do QZone, que faz muito sucesso entre seus usuários, é que essa rede social permite que se consiga criar um perfil realmente personalizado, fazendo com que cada pessoa realmente tenha um QZone diferenciado dos demais.E isso se deve à possibilidade criada pela própria rede social, que coloca à disposição de seus usuários várias ferramentas que permitem a criação de perfis personalizados de acordo com as preferências de cada pessoa.
O que mais chama a atenção de quem observa o funcionamento e o sucesso do QZone é o fato de que essa rede social oferece poucos serviços gratuitos, sendo que a maior parte deles é fornecida mediante pagamento, por meio do Diamond Canary.
Com essa espécie de moeda virtual, o usuário passa a ter acesso a maior parte dos serviços oferecidos pelo QZone, que realmente é parte de uma gama de possibilidades incríveis e contagiantes.
De acordo com um relatório publicado pela Tencent, o QZone possivelmente superou outros sites de redes sociais como Facebook e MySpace na China. A Qzone está crescendo rapidamente e em novembro de 2013 ela já tinha 271.900.000 usuários ativos.

### Censura de conteúdo
Qzone é conhecido por empregar uma variedade de métodos de censura, dependendo da natureza específica e do nível de sensibilidade do conteúdo a ser censurado.
Em casos mais estritos, o usuário é impedido de postar. Ao clicar "publicar", é apresentada uma mensagem com um erro, com diferentes níveis de justificativa mas geralmente implícito que o conteúdo é sensível de alguma forma. Detalhes nunca são fornecidos, a dar uma explicação sobre o porquê exato de uma determinada mensagem ser sensível ou impublicável. Fontes da indústria confirmaram que postagens censuradas desta forma são bloqueadas via sistema automático, iniciado por palavras-chave, frases ou até passagens inteiras que são inseridas no sistema por administradores. Este método de censura é similar ao utilizado pelo software de bate-papo da mesma companhia, o WeChat.
Em casos menos estritos, postagens ficam "aguardando moderação". Ao clicar em "publicar", é apresentada ao usuário uma mensagem indicando que o conteúdo aguarda aprovação, ação também aparentemente deflagrada pelo uso de palavras-chave. Isto normalmente ocorre nos mesmos serviços que também previnem publicações, indicando que alguns serviços categorizam diferentes tipos de conteúdo em diferentes níveis de sensibilidade, a serem tratados de acordo. Em alguns casos as publicações "a aguardar moderação" são eventualmente publicadas, indicando que um agente humano revisou-as e determinou que o conteúdo é aceitável. Em outros casos, o conteúdo aguarda moderação indefinidamente.
Postagens podem ser publicadas com sucesso na primeira tentativa, mas são apagadas ou "impublicadas" algum tempo depois; normalmente por volta de 24 horas, apesar de haver casos onde algumas postagens levam até dois dias antes de serem derrubadas, geralmente antes dos fins-de-semana.
Qzone permite que postagens bloqueadas sejam publicadas em "modo privado" (visível apenas para o autor quando logado), portanto não mais passível de ser visto publicamente. Em seu lugar, é mostrada uma mensagem "Esta mensagem está sendo analisada, o que pode levar até 3 dias úteis. Uma vez aprovada, será possível visualizá-la normalmente". A postagem geralmente nunca aparece.